# شكل تربيعي ثنائي
في الرياضيات، شكل تربيعي ثنائي هو شكل تربيعي له متغيران اثنان. وبتعبير أدق، هو متعددة حدود متجانسة درجتها تساوي اثنين، ولها متغيرين اثنين.
{\displaystyle q(x,y)=ax^{2}+bxy+cy^{2},\,}